# Liste de grottes des Pyrénées françaises
Pour un article plus général, voir Liste de grottes de France.
Cette liste de grottes des Pyrénées françaises recense les principales grottes, gouffres et gorges. Elle inclut les départements de l'Ariège, de l'Aude, de Haute-Garonne, des Hautes-Pyrénées, des Pyrénées-Atlantiques et des Pyrénées-Orientales.

## Grottes

### Ariège
Grottes dans l'Ariège :
- Grotte de Bédeilhac (Bédeilhac-et-Aynat) : située dans le bassin de Tarascon-sur-Ariège, à quelques kilomètres des grottes de Niaux et de Fontanet. Elle s'ouvre, par un porche immense, à 690 m d'altitude et pénètre profondément dans le massif du Sédour, puisque sa galerie principale atteint 750 m[1]. La grotte est ouverte au public.
- Grotte de la Cigalère (Sentein), en réseau avec le Gouffre Martel
- Grotte des Églises (Ussat)
- Grotte de Fontanet (Ornolac-Ussat-les-Bains). Fermée à la visite.
- Grotte de L'Herm (L'Herm). Fermée à la visite (arrêté de protection de biotope).
- Grotte de Lombrives (Ornolac-Ussat-les-Bains) : l'entrée est sur la vallée de l'Ariège et surplombe le village d'Ussat-les-Bains. Une partie de la grotte se visite après avoir accédé à l'entrée avec un petit train. La grotte de Lombrives rejoint la grotte de Niaux et constitue avec la grotte de Sabart un réseau de plus de 14 kilomètres (7,1 Lombrives, Niaux 4km et Sabart 3km).
- Grotte du Mas d'Azil (Le Mas-d'Azil), visites guidées.
- Grotte de las Morts (Montségur)
- Grotte de Niaux (Niaux) : fait partie d'un énorme ensemble souterrain d'environ 14 km, est à elle seule longue de près de 4 km. La galerie d'entrée chemine sur 700 m, pour aboutir au grand carrefour, d'où partent la galerie des Éboulis et la fameuse galerie du Salon Noir.
- Grotte du Portel (Loubens) : fermée au public.
- Grotte de la Vache (Alliat)
- Grottes du Volp (Montesquieu-Avantès) réunissant la grotte d'Enlène, la grotte du Tuc d'Audoubert et la grotte des Trois-Frères, ne se visite pas car patrimoine exceptionnel très fragile.
- Rivière souterraine de Labouiche (Vernajoul) : cette rivière souterraine suit un réseau d'une dizaine de kilomètres. Une partie de la grotte, ouverte au public, est aménagée pour des visites en barque. Des vestiges magdaléniens et gallo-romains y ont aussi été découverts.
- Grotte de Sabart (Tarascon-sur-Ariège)

### Aude
Grottes dans l'Aude :
- Grotte de l'Aguzou (Escouloubre) : grotte classée et protégée, gérée par l'ONF. Le réseau est constitué de 6 kilomètres de galeries, avec une diversité et une profusion de concrétions[2]. Visites autorisées.
- Grotte de Limousis (Limousis) : l'entrée de la grotte est située dans un ravin à sec. Il est probable que le ruisseau qui a creusé ce ravin s'engouffrait autrefois par le porche de la grotte. Les conduits souterrains ont donc été creusés par l'eau, la rivière souterraine allant rejoindre le ruisseau de la Camelière qui coule au nord de la grotte.

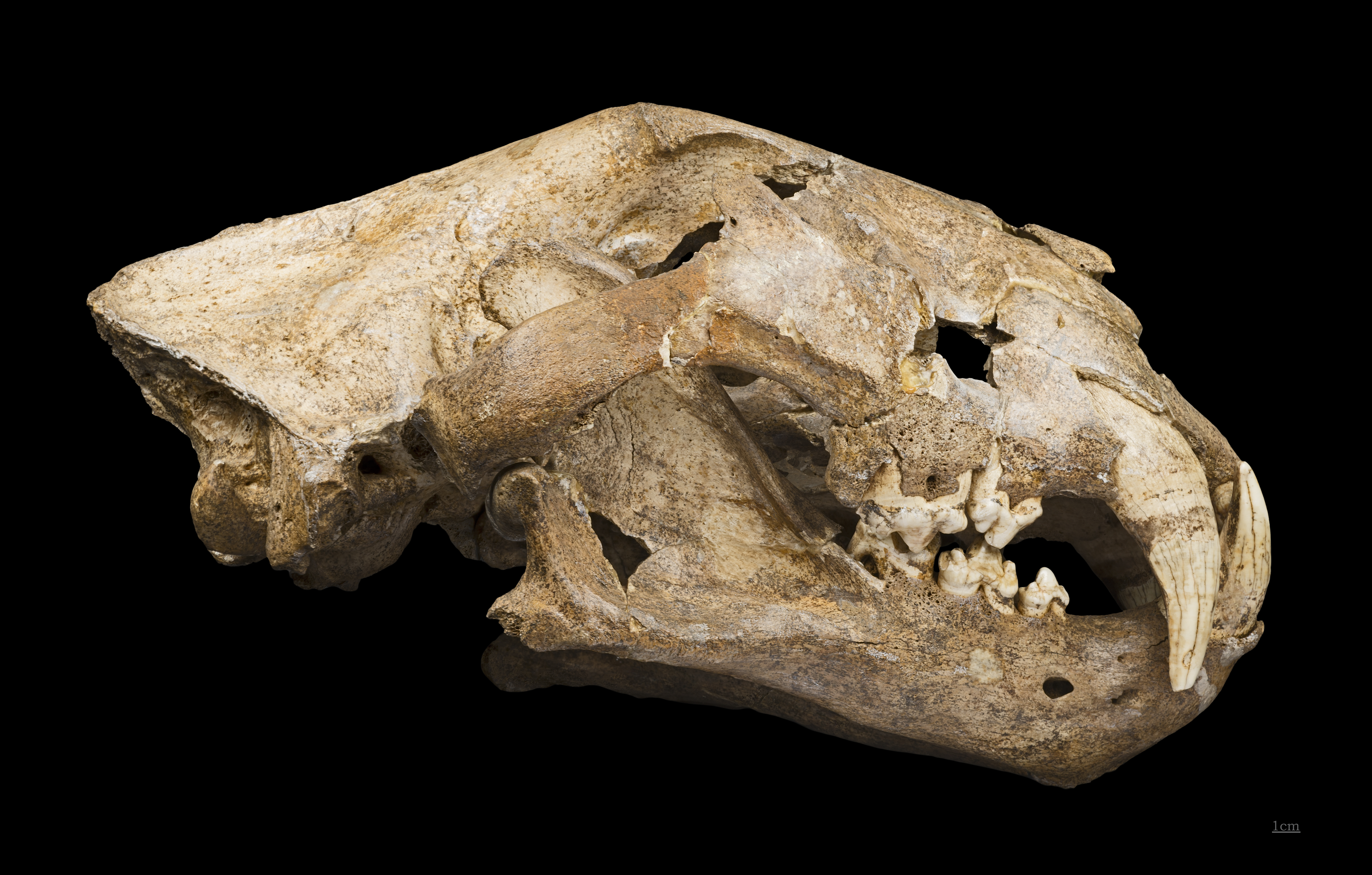
Panthera leo spelaea
de Coupe-Gorge.

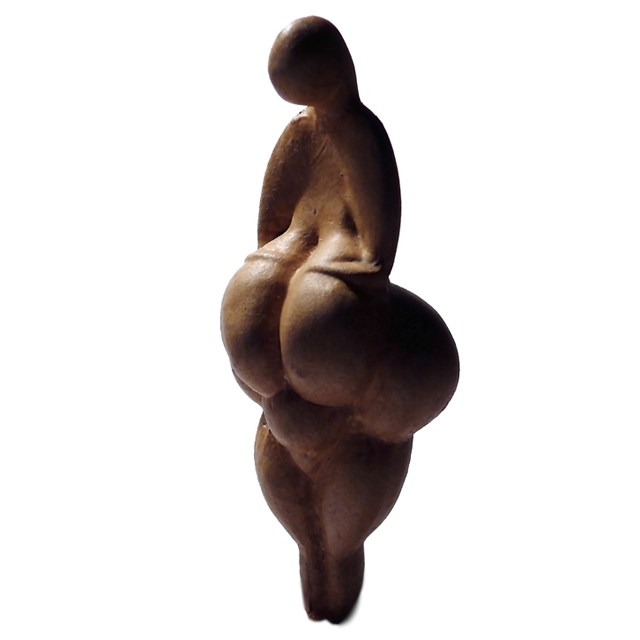
Vénus de Lespugue,
grotte des Rideaux.

### Haute-Garonne
Grottes en Haute-Garonne :
- Grotte d'Aurignac, a donné son nom à la période de l'Aurignacien.
- Grotte de l'Éléphant (Gourdan-Polignan).
- Grotte de Marsoulas (Marsoulas) : grotte ornée avec vestiges paléolithiques. Fermée au public.
- Grotte de Montespan
- Grottes de Montmaurin, dont la mandibule de Montmaurin, considérée un temps comme le plus vieux fossile de France.
  - Grotte de Coupe-Gorge
- Grottes de la Save :
  - Abri des Harpons
  - Grotte de Gouërris
  - Grotte des Rideaux, où a été découverte la Vénus de Lespugue
  - Abri Sous-les-Rideaux
  - Grotte des Scilles…
- Grotte de Tarté (Cassagne).
- Réseau Félix Trombe (Arbas et Herran) : le plus long réseau français.

### Hautes-Pyrénées
Grottes notables dans les Hautes-Pyrénées :
- Grottes de Bétharram (Bétharram) : réseau de grottes visitables[3].
- Grotte du Bois du Cantet, à Espèche : grotte ornée du magdalénien. Non visitable.
- Gouffre d'Esparros : réseau de grottes visitables.
- Grotte des Espélugues à Lourdes : grotte avec art mobilier du magdalénien. Non visitable.
- Grottes de Gargas (Aventignan) : les grottes de Gargas sont un site majeur de la préhistoire pyrénéenne. Grotte ornée, fréquentée dès le paléolithique moyen, le site a connu un âge d'or au Gravettien vers environ -27 000 ans[4]. La grotte est visitable.
- Grottes de Labastide (Labastide) : grotte ornée du magdalénien, visitable en partie.
- Grottes de Médous (Bagnères-de-Bigorre) : réseau de grottes visitables.
- Grotte du Moulin (Troubat, en Barousse) : outils en pierre datant du Magdalénien, non visitable.
- Grotte du Noisetier (Fréchet-Aure) : grotte avec reste d'outillage moustérien, non visitable.
- Grotte de Tibiran (Tibiran-Jaunac) : grotte ornée du gravettien, non visitable.

### Pyrénées-Atlantiques
Grottes dans les Pyrénées-Atlantiques :
- Grottes d'Isturitz et d'Oxocelhaya (Isturits) : situé sur le site naturel de la Colline de Gaztelu, dédale de 600 mètres de galeries. Grottes ornées et présence d'art mobilier en grand nombre (forte concentration de flûtes préhistoriques)[5].
- Grottes de Sare : dans le Labourd dans le Pays basque
- Grotte de La Verna - salle souterraine géante, fait partie du réseau de la Pierre-Saint-Martin. Aménagé depuis 2010 pour le public, libre accès pour spéléologues.

### Pyrénées-Orientales
Grottes dans les Pyrénées-Orientales :
- Grottes des Canalettes (Villefranche-de-Conflent) : réseau de Fuilla-Canalettes, dont en particulier trois grottes proches : la grotte des Grandes Canalettes, la grotte des Canalettes et la grotte de Cova Bastera.
- Grotte de Fontrabiouse (Font-Romeu) : en Capcir, près de la frontière espagnole et andorrane.

## Gouffres

### Aude
- Gouffre de Cabrespine (Cabrespine) : aménagé depuis 1988 pour le public, ce gouffre géant est cité dans des documents remontant au XVIe siècle (1570). On a retrouvé de nombreux vestiges préhistoriques (poteries, poignards en bronze…) aux environs de l'entrée actuelle, appelée la grotte de « Gaougnas »[6].

### Ariège
- Gouffre Georges (Le Port) : situé vers l'étang de Lers. Présente un immense intérêt géologique.
- Gouffre Martel (Sentein) : en réseau avec la grotte de la Cigalère

### Haute-Garonne
- Henne Morte (Arbas et Herran)

### Hautes-Pyrénées
- Réseau d'Ardengost ou gouffre des Charentais (Jézeau et Fréchet-Aure) : devenu le « réseau d’Ardengost » depuis la jonction avec la résurgence de la Hèche[7]. Réseau de plus de 13 720 mètres, en  cours d'exploration au 15 octobre 2016. Extraordinaires aragonites jaunes, une  minéralogie unique[8].
- Gouffre d'Esparros (Esparros, Baronnies des Pyrénées) : gouffre (puits) naturel avec présence de concrétions et d'aragonite, sans trace de présence humaine préhistorique.

### Pyrénées-Atlantiques
- Gouffre de la Pierre-Saint-Martin (Arette)

## Gorges

### Ariège
- Gorges de la Frau (Bélesta)

### Aude
- Gorges de Galamus (Cubières-sur-Cinoble et Saint-Paul-de-Fenouillet) : une entaille profonde de plusieurs dizaines de mètres dans la roche, creusée par l'Agly, petite rivière venue du Pech de Bugarach.

### Pyrénées-Atlantiques
- Gorges de Kakouetta (Sainte-Engrâce, Haute-Soule, pays basque) : accessibles depuis le GR 10.
- Gorges d'Holzarté (Larrau, Haute-Soule, pays basque)

### Pyrénées-Orientales
- Gorges de la Carança (Thuès-Entre-Valls) : accessibles aux marcheurs expérimentés en certains endroits, avec des surplombs impressionnants creusés dans la falaise.
- Gorges de la Fou (Arles-sur-Tech) : le ruisseau a creusé la roche calcaire sur une longueur de 1 700 mètres, formant des gorges extrêmement étroites (parfois moins de 1 mètre) et profondes (jusqu'à 250 mètres).